# Pierre Curie

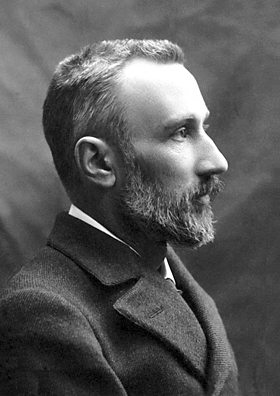
Pierre Curie (ca. 1903)

Pierre Curie (* 15. Mai 1859 in Paris; † 19. April 1906 ebenda) war ein französischer Physiker und Nobelpreisträger.

## Leben

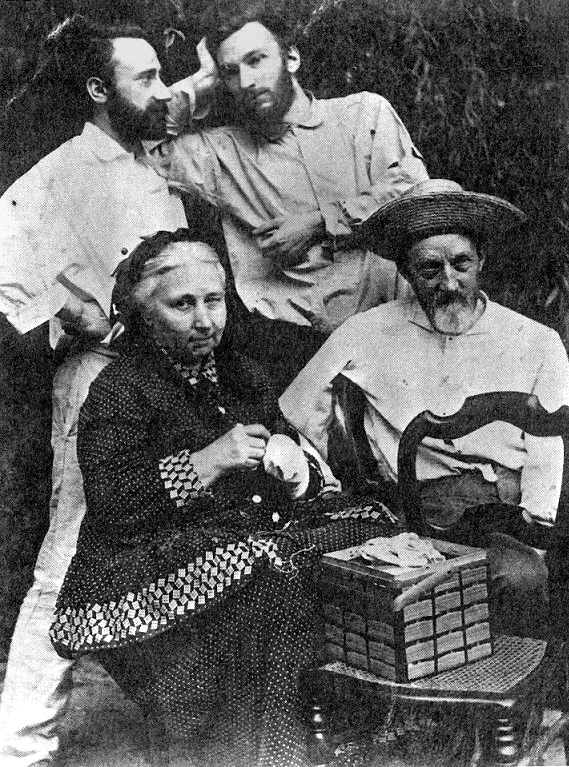
Jacques und Pierre Curie mit ihren Eltern

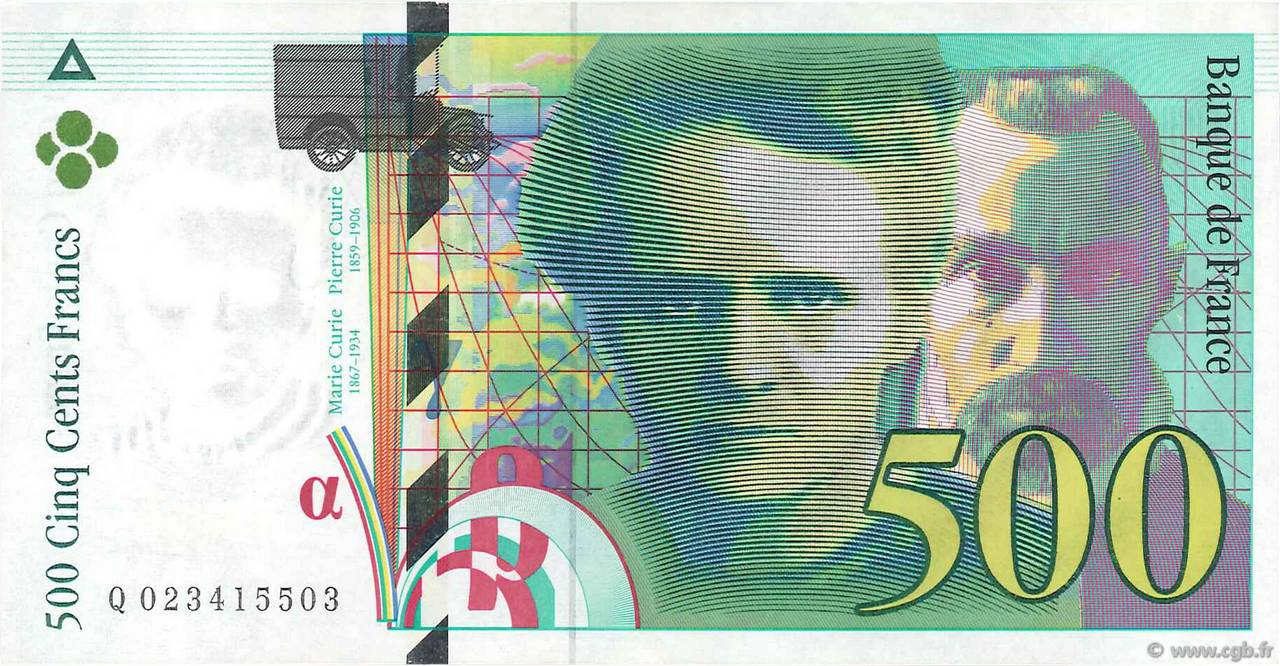
Pierre (und Marie) Curie auf der 1994 eingeführten 500-Franc-Banknote

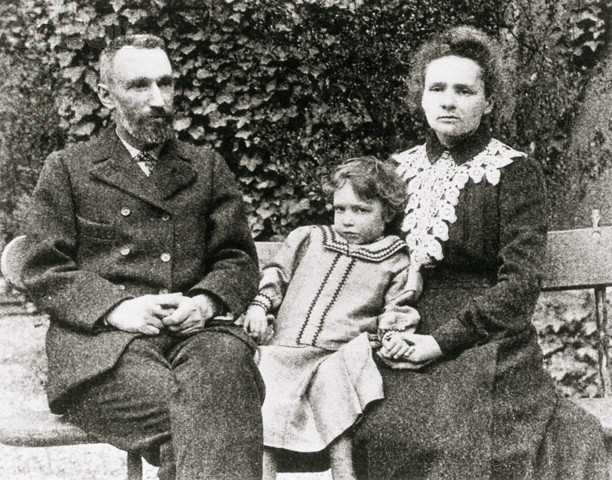
Pierre und Marie Curie mit ihrer Tochter Irène

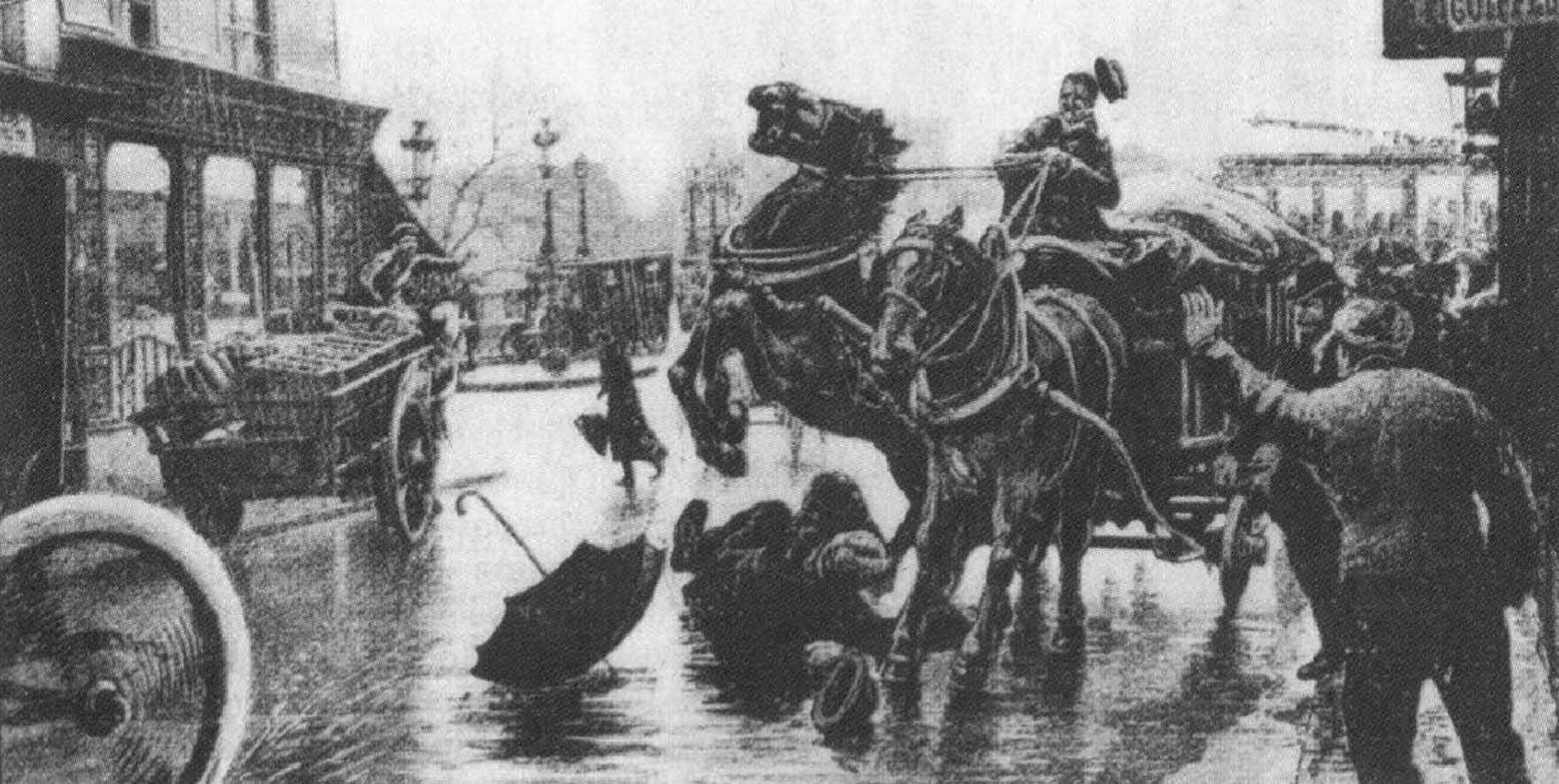
Zeitgenössische Illustration zum tödlichen Unfall in der Pariser Rue Dauphine unweit des Quai de Conti und des Pont Neuf

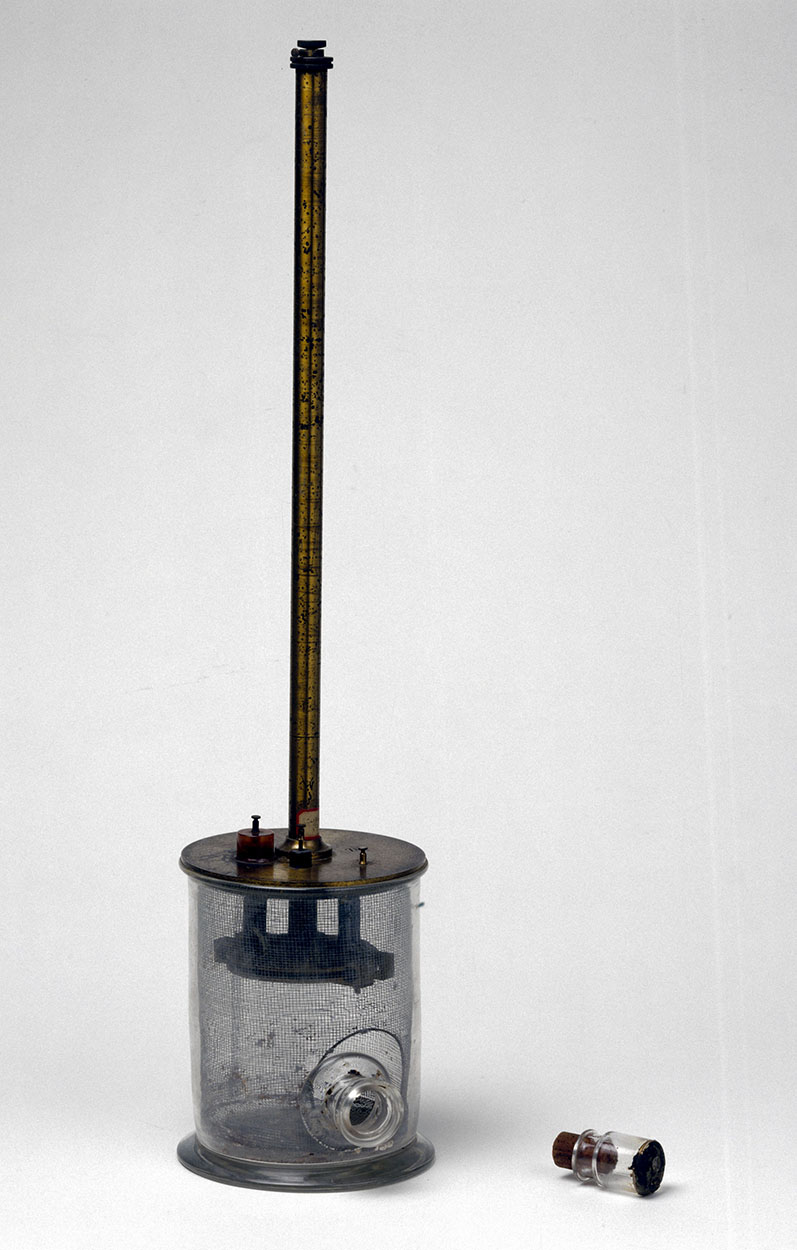
Quadrantenelektrometer von Pierre Curie, 1880–1890. Science Museum London.

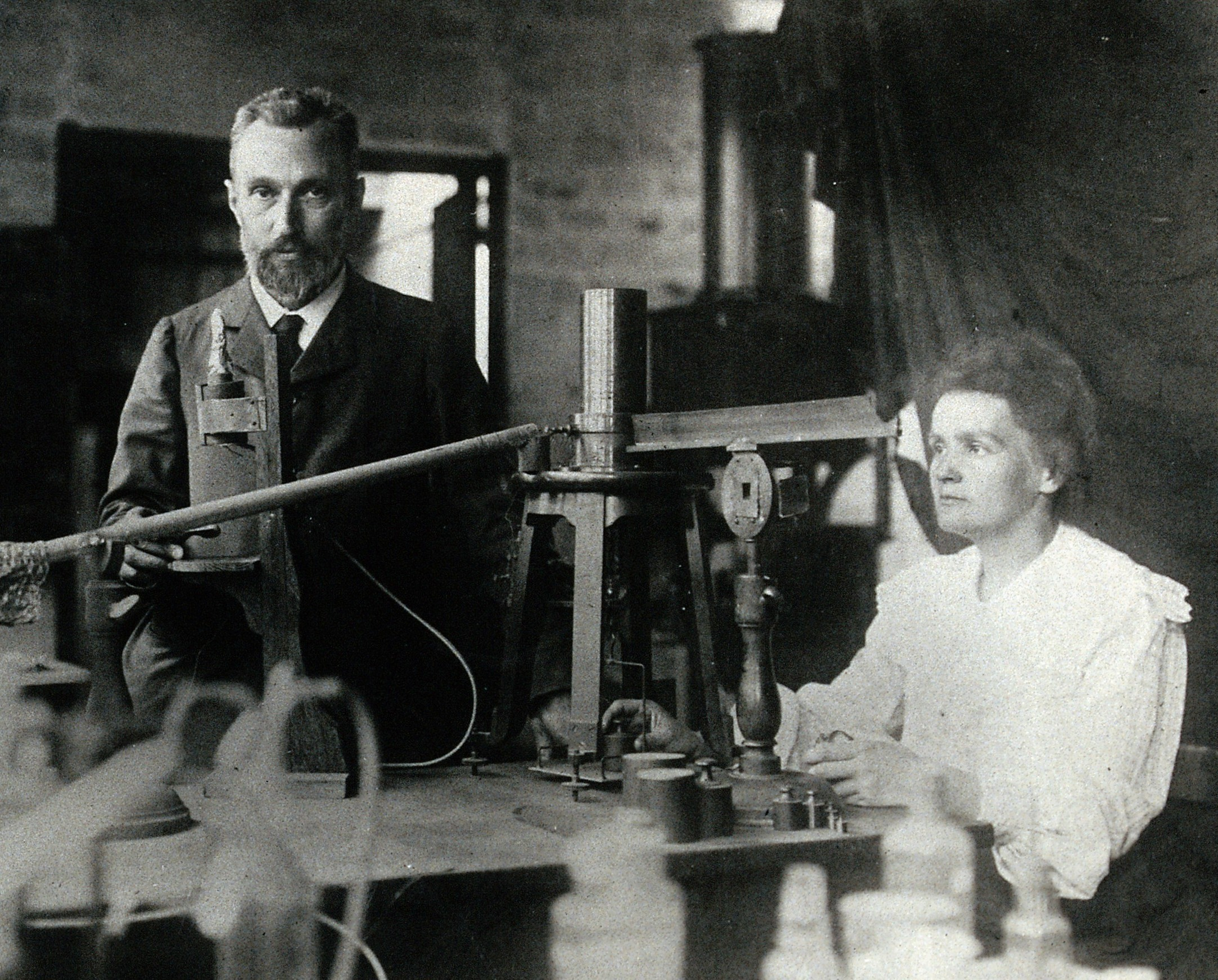
Pierre und Marie Curie im Laboratorium

Pierre Curie wurde als zweiter Sohn des Arztes Eugène Curie und der Fabrikantentochter Sophie-Claire Depouilly in Paris geboren. Das Elternhaus war von fortschrittlichem Gedankengut geprägt. Der Vater nahm auf Seiten der Republikaner an der Februarrevolution 1848 teil und richtete während der Errichtung der Pariser Kommune in seiner Wohnung ein Lazarett ein. Pierre Curie wurde von Privatlehrern unterrichtet und legte bereits mit 16 Jahren das Abitur ab. Mit 19 Jahren erwarb er einen Universitätsabschluss in Physik. In der Folge wurde Curie zum Lehrer an der Schule für Physik und Chemie in Paris berufen, deren Leitung er 1882 übernahm. Er schloss 1895 seine Promotion ab und wurde zum Professor ernannt. 1900 wurde Curie Repetitor an der École polytechnique. 1905 wurde er Mitglied der Académie des sciences.
Am 26. Juli 1895 heiratete er die polnische Physikerin Maria Skłodowska (später bekannt als Marie Curie), mit der er zwei Töchter hatte: Irène und Ève.
Pierre Curie starb am 19. April 1906 in Paris im Alter von 46 Jahren bei einem Verkehrsunfall, als er unter ein Pferdefuhrwerk geriet und dabei einen Schädelbruch erlitt.
Am 20. April 1995 wurden die sterblichen Überreste von Pierre und Marie Curie mit einem Staatsbegräbnis ins Panthéon überführt.

## Leistungen
In seinen frühen Studien über die Kristallographie, die er mit seinem älteren Bruder Jacques durchführte, entdeckte er 1880 die Piezoelektrizität. Weitere Arbeiten zur Symmetrie richteten seine Aufmerksamkeit auf das Gebiet des Magnetismus. Dabei entdeckte er die Curie-Temperatur und das Curie-Gesetz. Auch die Curie-Konstante ist nach ihm benannt.
Zusammen mit seiner Frau Marie entdeckte er 1898 das Radium und das Polonium als Zerfallsprodukte des in  Pechblende enthaltenen radioaktiven Isotops Uran-238. Im Jahre 1903 erhielten die Eheleute gemeinsam eine Hälfte des Physik-Nobelpreises für „ihre gemeinsamen Arbeiten über die von H. Becquerel entdeckten Strahlungsphänomene“. Die zweite Hälfte des Preises ging an Henri Becquerel.

## Ehrungen
- Davy-Medaille, Royal Society, 1903
- Das chemische Element Curium mit der Ordnungszahl 96 wurde zu Ehren des Ehepaars Pierre und Marie Curie benannt.
- Gemeinsam mit seiner Ehefrau ist er Namensgeber für die Curie-Insel im Géologie-Archipel vor der Küste des ostantarktischen Adélielands. Nach ihm allein ist auch der Curie Point benannt, eine Landspitze der Doumer-Insel im westantarktischen Palmer-Archipel.
- Das Mineral Curit wurde nach ihm benannt.[2]
- Der Marskrater Curie ist nach ihm benannt.[3]

## Schriften (Auswahl)

### Zeitschriftenbeiträge
- Recherches sur la détermination des longueurs d’onde des rayons calorifiques à basse température. In: Comptes rendus hebdomadaires des séances de l’Académie des sciences. Band 90, 1880, S. 1506–1509 (online) – mit Paul Desains.
- Développement, par pression, de l’électricité polaire dans les cristaux hémièdres à faces inclinées. In: Comptes rendus hebdomadaires des séances de l’Académie des sciences. Band 91, 1880, S. 294–295 (online) – mit Jacques Curie.
- Sur l’électricité polaire dans les cristaux hémièdres à faces inclinées. In: Comptes rendus hebdomadaires des séances de l’Académie des sciences. Band 91, 1880, S. 383–387 (online) – mit Jacques Curie.
- Lois du dégagement de l’électricité par pression dans la tourmaline. In: Comptes rendus hebdomadaires des séances de l’Académie des sciences. Band 92, 1881, S. 186–188 (online) – mit Jacques Curie.
- Sur les phénomènes électriques de la tourmaline et des cristaux hémièdres à faces inclinées. In: Comptes rendus hebdomadaires des séances de l’Académie des sciences. Band 92, 1881, S. 350–353 (online) – mit Jacques Curie.
- Les cristaux hémièdres à faces inclinées comme sources constantes d’électricité. In: Comptes rendus hebdomadaires des séances de l’Académie des sciences. Band 93, 1881, S. 204–207 (online) – mit Jacques Curie.
- Contractions et dilatations produites par des tensions électriques dans les cristaux hémièdres à faces inclinées. In: Comptes rendus hebdomadaires des séances de l’Académie des sciences. Band 93, 1881, S. 1137–1140 (online) – mit Jacques Curie.
- Déformations électriques du quartz. In: Comptes rendus hebdomadaires des séances de l’Académie des sciences. Band 95, 1882, S. 914–917 (online) – mit Jacques Curie.
- Sur les questions d’ordre : Répétitions. In: Bulletin de la Société minéralogique de France. Band 7, Nr. 3, 1884, S. 89–111 (online).
- Sur la symétrie. In: Bulletin de la Société minéralogique de France. Band 7, Nr. 8, 1884, S. 418–457 (online).
- Sur la formation des cristaux et sur les constantes capillaires de leurs différentes faces. In: Bulletin de la Société minéralogique de France. Band 8, Nr. 6, 1885, S. 145–150 (online).
- [Sur les phénomènes piézo-électriques.] In: Séances de la Société française de physique. Paris 1887, S. 47 (online) – mit Jacques Curie.
- Sur une substance nouvelle radio-active, contenue dans la pechblende. In: Comptes rendus hebdomadaires des séances de l’Académie des sciences. Band 127, 1898, S. 175–178 (online) – mit Marie
- Sur une nouvelle substance fortement radio-active contenue dans la pechblende. In: Comptes rendus hebdomadaires des séances de l’Académie des sciences. Band 127, 1898, S. 1215–1217 (online) – mit Marie und Gustave Bémont.
- Dilatation électrique du quartz. In: Journal de Physique. 2. Folge, Band 8, 1889, S. 149–168 (online) – mit Jacques Curie.
- Balance de précision apériodique et à lecture directe des derniers poids. In: Journal de Physique. 2. Folge, Band 9, 1890, S. 138–151 (online).
- Équations réduites pour le calcul des mouvements amortis. In: La Lumiére électrique. Band 41, 1891, Nr. 31, S. 201–209 (online).
- Équations réduites pour le calcul des mouvements amortis. In: La Lumiére électrique. Band 41, 1891, Nr. 33, S. 308–314 (online) – Fortsetzung.
- Quelques remarques relatives à l’équation réduite de Van der Waals. In: Archives des sciences physiques et naturelles. 3. Folge, Band 26, 1891, S. 13–20 (online).
- [Sur la conductibilité des diélectriques solides.] In: Séances de la Société française de physique. Paris 1892, S. 261, S. 277 (online).
- Sur l’emploi des condensateurs à anneau de garde et des électromètres absolus. In: Journal de Physique. 3. Folge, Band 2, 1893, S. 265–271 (online).
- Remarques sur la Cristallographie à propos des Éléments de Cristallographie physique de M. Ch. Soret. In: Archives des sciences physiques et naturelles. 3. Folge, Band 29, 1893, S. 337–353 (online).
- Sur la symétrie dans les phénomènes physiques. Symétrie d’un champ électrique et d’un champ magnétique. In: Journal de Physique. 3. Folge, Band 3, 1894, S. 393–415 (online).
- Sur la possibilité d’existence de la conductibilité magnétique et du magnétisme libre. In: Journal de Physique. 3. Folge, Band 3, 1894, S. 415–417 (online).
- Propriétés magnétiques des corps à diverses températures. In: Annales de Chimie et de Physique. 7. Folge, Band 5, 1895, S. 289–405 (online).
- Sur la radioactivité provoquée par les rayons de Becquerel. In: Comptes rendus hebdomadaires des séances de l’Académie des sciences. Band 129, 1899, S. 714–716 (online) – mit Marie.
- Effets chimiques produits par les rayons de Becquerel. In: Comptes rendus hebdomadaires des séances de l’Académie des sciences. Band 129, 1899, S. 823–825 (online) – mit Marie.
- Action du champ magnétique sur les rayons de Becquerel. Rayons déviés et non déviés. In: Comptes rendus hebdomadaires des séances de l’Académie des sciences. Band 130, 1900, S. 73–76 (online).
- Sur la charge électrique des rayons déviables du radium. In: Comptes rendus hebdomadaires des séances de l’Académie des sciences. Band 130, 1900, S. 647–650 (online) – mit Marie.
- Électrisation négative des rayons déviables du radium. In: Comptes rendus hebdomadaires des séances de l’Académie des sciences. Band 130, 1900, S. 1013–1016 (online) – mit Georges Sagnac.
- Électrisation négative des rayons secondaires issus de la transformation des rayons X. In: Journal de Physique. 4. Folge, Band 1, 1902, S. 13–21 (online) – mit Georges Sagnac.
- Remarques à propos d’une Note récente de M. G. Le Bon. In: Comptes rendus hebdomadaires des séances de l’Académie des sciences. Band 130, 1900, S. 1072–1073 (online).
- Les nouvelles substances radioactives et les rayons qu’elles emettent. In: Rapports présentés au congrès International de Physique réuni à Paris en 1900 sous les auspices de La Société Française de Physique. Gauthier-Villars, Paris 1900, Band 3, S. 79–114 (online) – mit Marie Curie.
- Sur la radioactivité induite provoquée par les sels de radium. In: Comptes rendus hebdomadaires des séances de l’Académie des sciences. Band 132, 1901, S. 548–551 (online) – mit André-Louis Debierne.
- Sur la radioactivité induite et les gaz activés par le radium. In: Comptes rendus hebdomadaires des séances de l’Académie des sciences. Band 132, 1901, S. 768–770  (online) – mit André-Louis Debierne.
- Action physiologique des rayons du radium. In: Comptes rendus hebdomadaires des séances de l’Académie des sciences. Band 132, 1901, S. 1289–1291 (online) – mit Henri Becquerel.
- Sur la radioactivité des sels de radium. In: Comptes rendus hebdomadaires des séances de l’Académie des sciences. Band 133, 1901, S. 276–279 (online) – mit André-Louis Debierne.
- Conductibilité des diélectriques liquides sous l’influence des rayons du radium et des rayons de Röntgen. In: Comptes rendus hebdomadaires des séances de l’Académie des sciences. Band 134, 1902, S. 420–423 (online).
- Sur la constante de temps caractéristique de la disparition de la radioactivité induite par le radium dans une enceinte fermée. In: Comptes rendus hebdomadaires des séances de l’Académie des sciences. Band 135, 1902, S. 857–861 (online).
- Sur les corps radioactifs. In: Comptes rendus hebdomadaires des séances de l’Académie des sciences. Band 134, 1902, S. 85–87 (online) – mit Marie Curie.
- [Sur la mesure absolue du temps.] In: Bulletin des séances de la Société française de Physique, année 1902. 1902, S. 60.
- Sur la radioactivité induite et sur l’émanation du radium. In: Comptes rendus hebdomadaires des séances de l’Académie des sciences. Band 136, 1903, S. 223–226 (online).
- Sur la disparition de la radioactivité induite par le radium sur les corps solides. In: Comptes rendus hebdomadaires des séances de l’Académie des sciences. Band 136, 1903, S. 364–366 (online) – mit Jacques Danne (1882–1919).
- Sur la chaleur dégagée spontanément par les sels de radium. In: Comptes rendus hebdomadaires des séances de l’Académie des sciences. Band 136, 1903, S. 673–675 (online) – mit Albert Laborde (1878–1968).
- Sur l’émanation du radium et son coefficient de diffusion dans l’air. In: Comptes rendus hebdomadaires des séances de l’Académie des sciences. Band 136, 1903, S. 1314–1316 (online) – mit Jacques Danne.
- Recherches récentes sur la radioactivité. In: Journal de Chimie Physique. Band 1, 1903, S. 409–449 (doi:10.1051/jcp/1903010409).
- Examen des gaz occlus ou dégagés par le bromure de radium. In: Comptes rendus hebdomadaires des séances de l’Académie des sciences. Band 138, 1904, S. 190–192 (online) – mit James Dewar.
- Sur la disparition de la radioactivité induite par le radium sur les corps solides. In: Comptes rendus hebdomadaires des séances de l’Académie des sciences. Band 138, 1904, S. 683–686 (online) – mit Jacques Danne.
- Loi de disparition de l’activité induite par le radium après chauffage des corps activés. In: Comptes rendus hebdomadaires des séances de l’Académie des sciences. Band 138, 1904, S. 748–751 (online) – mit Jacques Danne.
- Sur la radioactivité des gaz qui se dégagent de l’eau des sources thermales. In: Comptes rendus hebdomadaires des séances de l’Académie des sciences. Band 138, 1904, S. 1150–1153 (online) – mit Albert Laborde.
- Action physiologique de l’émanation du radium. In: Comptes rendus hebdomadaires des séances de l’Académie des sciences. Band 138, 1904, S. 1384–1387 (online) – mit Charles-Joseph Bouchard und Victor Balthazard (1872–1950).
- Sur la radioactivité des gaz qui proviennent de l’eau des sources thermales. In: Comptes rendus hebdomadaires des séances de l’Académie des sciences. Band 142, 1906, S. 1462–1465 (online) – mit Albert Laborde.

### Bibliografie
- Marie Curie (Hrsg.): Oeuvres de Pierre Curie. 1908 (online).